# Sesalac
Sesalac (cyr. Сесалац) – wieś w Serbii, w okręgu zajeczarskim, w gminie Sokobanja. W 2011 roku liczyła 250 mieszkańców.